# Euplexia albinota
Euplexia albinota là một loài bướm đêm trong họ Noctuidae.